# Wesley Johnson
Wesley JaMarr Johnson (Corsicana, Texas, 11 de julho de 1987) é um jogador de basquete profissional norte-americano que atualmente defende o Panathinaikos da Liga Grega de Basquetebol.
Ele jogou basquete universitário pela Universidade Estadual de Iowa e Universidade de Syracuse e foi selecionado pelo Minnesota Timberwolves como a 4° escolha geral no Draft da NBA de 2010. Ele também jogou pelo Phoenix Suns, Los Angeles Lakers, Los Angeles Clippers, New Orleans Pelicans e Washington Wizards.

## Carreira no ensino médio
No ensino médio, ele obteve uma média de 15,2 pontos, 9,7 rebotes e 4,3 bloqueios na escola Corsicana High School.

## Carreira na faculdade
Como calouro na Universidade Estadual de Iowa, Johnson foi nomeado para a equipe Big 12 de Novatos após ter uma média de 12,3 pontos e 7,9 rebotes em 31 jogos.
Em seu segundo ano, Johnson perdeu cinco jogos e jogou com o tornozelo lesionado durante a maior parte da temporada. Ele teve média de 12,4 pontos e 4,0 rebotes por jogo.
Johnson tomou a decisão de transferir após a temporada de 2008 e foi para a Syracuse. Pelas regras de transferência da NCAA, ele teve que ficar de fora da temporada 2008-09, deixando-o com dois anos de elegibilidade para a faculdade.
Johnson tornou-se titular Syracuse em seu primeiro ano com a equipe. Em novembro de 2009, ele foi nomeado MVP do 2K Coaches Classic após marcar 25 pontos em uma vitória sobre a Carolina do Norte. Johnson foi nomeado Jogador do Ano da Big East em 9 de março de 2010, terminando com médias de 16,0 pontos e 8,4 rebotes.
Em 12 de abril de 2010, Johnson se declarou elegível para o Draft da NBA de 2010, abandonando seu último ano de elegibilidade para a faculdade. Ele assinou com o agente esportivo Rob Pelinka.

## Carreira profissional

### Minnesota Timberwolves (2010–2012)

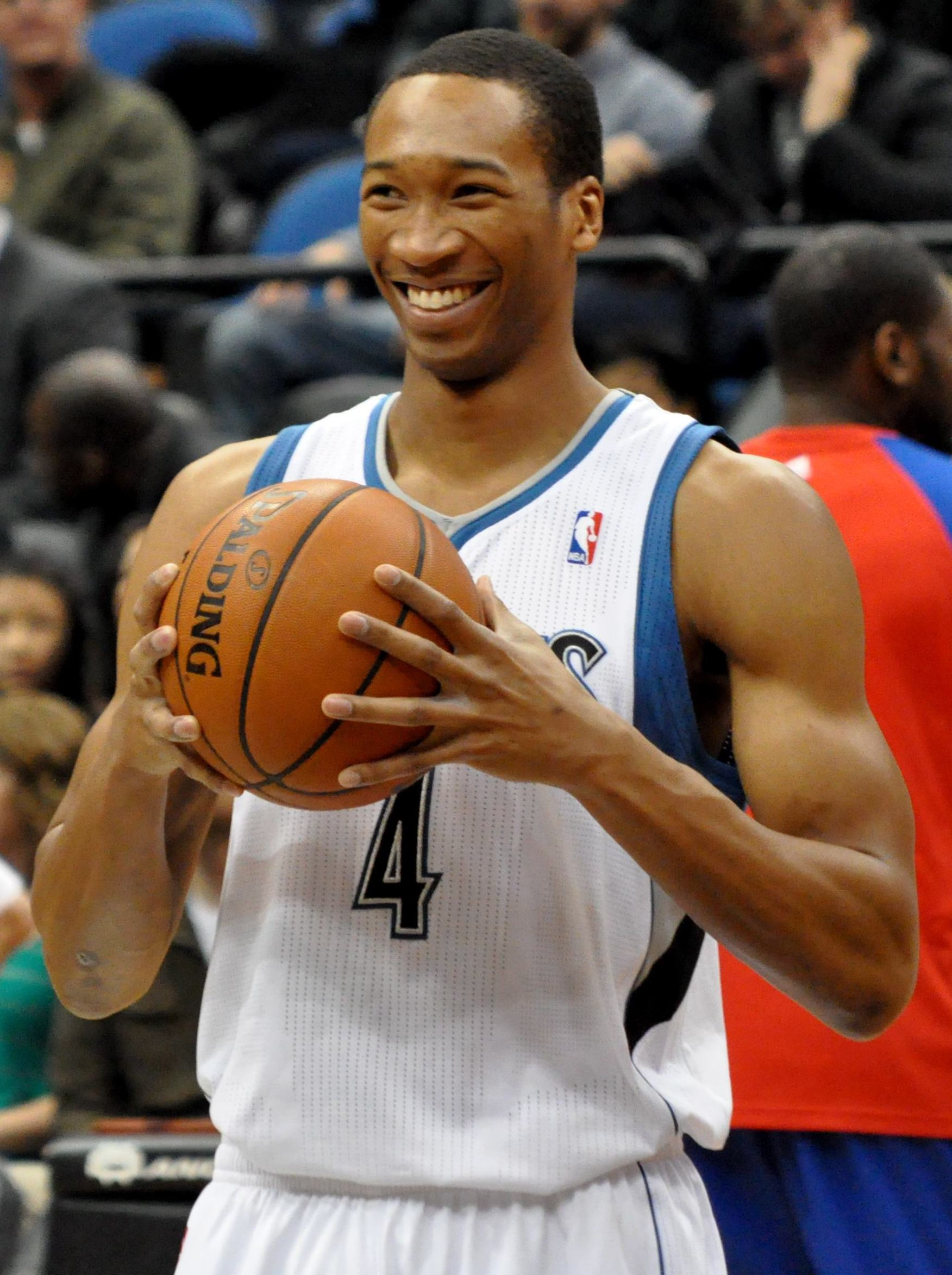
Johnson com os Timberwolves em janeiro de 2012.

Johnson foi escolhido pelo Minnesota Timberwolves com a 4ª escolha no Draft da NBA de 2010. Ele teve seu melhor jogo pelos Wolves em 18 de março de 2011, quando marcou 29 pontos em derrota contra o Los Angeles Lakers.
Em suas duas temporadas no Minnesota, ele jogou 144 jogos e teve médias de 7.7 pontos, 1.4 assistências e 2.9 rebotes em 24.6 minutos.

### Phoenix Suns (2012–2013)
Em 27 de julho de 2012, Johnson foi negociado com o Phoenix Suns em um contrato de três equipes. Johnson não ganharia um tempo significativo de jogo com os Suns até Lindsey Hunter assumir o cargo de treinador da equipe.
Em sua única temporada em Phoenix, ele jogou 50 jogos e teve médias de 8.0 pontos, 0.7 assistências e 2.5 rebotes em 19.1 minutos.

### Los Angeles Lakers (2013–2015)
Em 15 de julho de 2013, Johnson assinou um contrato de um ano com o Los Angeles Lakers.
Em sua primeira temporada com os Lakers, Johnson obteve suas melhores médias de pontos, rebotes, roubadas de bola e bloqueios. Ele foi um dos únicos oito jogadores da liga a obter, em média, pelo menos 1 bloqueio e 1 roubo de bola por jogo.
Em 28 de julho de 2014, Johnson assinou novamente com os Lakers em um contrato de um ano.
Em suas duas temporadas com os Lakers, ele jogou 155 jogos e teve médias de 9.5 pontos, 1.6 assistências e 4.3 rebotes em 28.9 minutos.

### Los Angeles Clippers (2015–2018)
Em 9 de julho de 2015, Johnson assinou um contrato de um ano com o Los Angeles Clippers. Ele estreou pelos Clippers na estréia da equipe contra o Sacramento Kings em 28 de outubro, registrando 3 pontos e 1 roubada de bola em uma vitória por 111-104.
Em 8 de julho de 2016, Johnson assinou novamente com os Clippers.
Em suas três temporadas com os Clippers, ele jogou 222 jogos e teve médias de 5.1 pontos, 0.6 assistências e 2.9 rebotes em 17.8 minutos.

### New Orleans Pelicans (2018–2019)
Em 15 de outubro de 2018, Johnson foi negociado com o New Orleans Pelicans em troca de Alexis Ajinça.

### Washington Wizards (2019)
Em 7 de fevereiro de 2019, Johnson foi negociado com o Washington Wizards em troca de Markieff Morris e uma escolha da segunda rodada de 2023. Em 5 de abril de 2019, Johnson foi dispensado pelos Wizards.

### Panathinaikos (2019 – Presente)
Em 22 de julho de 2019, Johnson assinou um contrato de um ano com o Panathinaikos da Liga Grega de Basquetebol e EuroLeague.

## Estatísticas

### NBA

##### Temporada regular
| Ano      | Time          | PJ  | MPJ  | AP   | 3P   | LL   | RT  | AS  | BR  | TO  | PPJ |
| -------- | ------------- | --- | ---- | ---- | ---- | ---- | --- | --- | --- | --- | --- |
| 2010–11  | Minnesota     | 79  | 26.2 | .397 | .356 | .696 | 3.0 | 1.9 | .7  | .7  | 9.0 |
| 2011–12  | Minnesota     | 65  | 22.6 | .398 | .314 | .706 | 2.7 | .9  | .5  | .7  | 6.0 |
| 2012–13  | Phoenix       | 50  | 19.1 | .407 | .323 | .771 | 2.5 | .7  | .4  | .4  | 8.0 |
| 2013–14  | L.A. Lakers   | 79  | 28.4 | .425 | .369 | .792 | 4.4 | 1.6 | 1.1 | 1.0 | 9.1 |
| 2014–15  | L.A. Lakers   | 76  | 29.5 | .414 | .351 | .804 | 4.2 | 1.6 | .8  | .6  | 9.9 |
| 2015–16  | L.A. Clippers | 80  | 20.8 | .404 | .333 | .652 | 3.1 | .6  | 1.1 | .7  | 6.9 |
| 2016–17  | L.A. Clippers | 68  | 11.9 | .365 | .246 | .647 | 2.7 | .3  | .4  | .4  | 2.7 |
| 2017–18  | L.A. Clippers | 74  | 20.1 | .408 | .339 | .741 | 2.9 | .8  | 1.0 | .8  | 5.4 |
| 2018–19  | New Orleans   | 26  | 14.5 | .398 | .380 | .667 | 2.1 | .6  | .5  | .3  | 3.7 |
| 2018–19  | Washington    | 12  | 13.1 | .250 | .231 | .700 | 1.5 | .6  | .2  | .4  | 2.8 |
| Carreira | Carreira      | 609 | 22.1 | .404 | .337 | .741 | 3.2 | 1.1 | .8  | .7  | 7.0 |

##### Playoffs
| Ano      | Time          | PJ | MPJ  | AP   | 3P   | LL    | RT  | AS | BR | TO | PPJ |
| -------- | ------------- | -- | ---- | ---- | ---- | ----- | --- | -- | -- | -- | --- |
| 2016     | L.A. Clippers | 6  | 12.8 | .357 | .333 | 1.000 | 3.0 | .3 | .2 | .7 | 2.7 |
| 2017     | L.A. Clippers | 3  | 3.6  | .000 | .000 | .500  | .7  | .0 | .3 | .0 | .3  |
| Carreira | Carreira      | 9  | 9.7  | .357 | .333 | .800  | 2.2 | .2 | .2 | .4 | 1.9 |

### Universitário
| Ano      | Time       | PJ | MPJ  | AP   | 3P   | LL   | RT  | AS  | BR  | TO  | PPJ  |
| -------- | ---------- | -- | ---- | ---- | ---- | ---- | --- | --- | --- | --- | ---- |
| 2006–07  | Iowa State | 31 | 31.7 | .445 | .294 | .753 | 7.9 | 1.1 | .8  | 1.1 | 12.3 |
| 2007–08  | Iowa State | 27 | 27.0 | .396 | .333 | .779 | 4.0 | 1.4 | .9  | .4  | 12.4 |
| 2009–10  | Syracuse   | 35 | 35.0 | .502 | .415 | .772 | 8.5 | 2.2 | 1.7 | 1.8 | 16.5 |
| Carreira | Carreira   | 93 | 31.6 | .454 | .349 | .768 | 7.0 | 1.6 | 1.1 | 1.2 | 13.9 |

Fonte: